# Re:Locate
Re:Locate (* 1983; bürgerlicher Name Paul Moelands) ist ein niederländischer Trance-DJ und Musikproduzent. Er ist auch unter dem Pseudonym Octagen bekannt.

## Biographie
Paul Moelands veröffentlichte seine ersten Produktionen 2003 mit „Waterfall“ (unter dem Pseudonym Re:Locate) und „Starbust / Profound“ (als Octagen zusammen mit Arizona). Unter beiden Pseudonymen hat er seither eine Vielzahl von Singles veröffentlicht. Im Frühling 2005 wurde die Single „Palma Solane“, eine Kollaboration mit Jonas Steur, von Tiësto ausgewählt für seine Trance-Compilation In Search of Sunrise 4.
Das Debütalbum von Re:Locate erschien 2006 unter dem Namen Rogue. Die gleichnamige Single war eine seiner erfolgreichsten Singles.
Mit Rutger van Bostelen hat Moelands eine mehrjährige Zusammenarbeit als Octagen & M.I.D.O.R. Nachdem sie zusammen mehrere Singles veröffentlichten, erschien 2009 das gemeinsame Album Art of Creation.
Im Jahr 2005 gründete Paul Moelands zusammen mit Menno de Jong das Musiklabel Intuition Recordings.

## Diskographie

### Alben
- 2006: Rogue
- 2009: Art of Creation (als Octagen & M.I.D.O.R.)

### Singles
als Re:Locate
- 2003: Waterfall
- 2004: Typhoon / Fortitude
- 2005: Absoluum / Distant Heartache
- 2005: Palma Solane (vs. Estuera)
- 2006: Remorse / Rolling Thunder
- 2006: Rogue
- 2006: Showdown
- 2007: Nasty (vs. Steur)
- 2007: Undercurrent
- 2007: We Feel (vs. Cliff Coenraad)
- 2008: Times X (vs. Sir Adrian)
- 2009: Piranha (mit Mark Sixma)
- 2011: Resource / Prevening (vs. Robert Nickson)

als Octagen
- 2003: Starburst / Profound (mit Arizona)
- 2004: Alaska (mit Whirlpool)
- 2004: First Horizon (vs. Progresia)
- 2006: Airbourne
- 2007: Lost Once (mit Orjan)
- 2007: Within (mit Hydroid)
- 2008: We Are Alone (vs. Eteson)
- 2009: Zero (mit DJ Dazzle)

als Octagen & M.I.D.O.R.
- 2005: Flyback / Rush Hour
- 2007: Metropolitan
- 2007: Phoenix / Darklight
- 2007: Times Square
- 2009: Thesis

### Remixe (Auswahl)
- 2003: Solid Globe – North Pole
- 2004: Dance Valley – A Decade of Dance
- 2004: Randy Katana – In Silence (Scratch Bandicoot Remix)
- 2004: Ronski Speed – E.O.S.
- 2004: Blank & Jones feat. Elles – Mind of the Wonderful
- 2005: John O’Callaghan – Resolutions (Octagen Remix)
- 2006: Alex M.O.R.P.H. & Talla 2XLC – Full Prelude
- 2007: Ferry Corsten – Beautiful
- 2007: George Acosta feat. Truth – War of Hearts
- 2008: Nu NRG – Kosmosy (Octagen Remix)
- 2011: Armin van Buuren – Youtopia